# 科捷利尼基
科捷利尼基（俄语：Котéльники）是俄羅斯莫斯科州中部的一個城市。位於莫斯科以東南22公里。2024年人口72,311人。
17世紀首見於文獻。2004年建市。